# Susanne Härpfer
Susanne Härpfer (* 1964) ist eine deutsche Journalistin. Ihre Artikel erschienen u. a. im Tagesspiegel, Frankfurter Rundschau, Spiegel, Stern, Zeit online, Sueddeutsche online, Brand eins, Wirtschaftswoche, Facts, Tages-Anzeiger, Taz, Telepolis (Heise), Geo Spezial und Neues Deutschland. Ihre Magazinbeiträge fürs Fernsehen erschienen bei Plusminus (ARD), Kontraste (ARD), Monitor (ARD), Frontal 21 (ZDF), Fakt (ARD) und scobel (3sat).
Ihre Arbeit löste Fernseh-medial den Visa-Untersuchungsausschuss mit aus und wurde für den Henri-Nannen-Preis nominiert.
Ihr 45-Minuten-Feature die story: Leiche ohne Papiere zeigt für den WDR, wie ein Arbeiter aus Kasachstan geschleust wurde und beim Abriss eines Atomkraftwerks ums Leben kam.
| Personendaten    | Personendaten         |
| ---------------- | --------------------- |
| NAME             | Härpfer, Susanne      |
| ALTERNATIVNAMEN  | Haerpfer, Susanne     |
| KURZBESCHREIBUNG | deutsche Journalistin |
| GEBURTSDATUM     | 1964                  |